# 明石市立大久保南小学校
明石市立大久保南小学校（あかししりつ おおくぼみなみしょうがっこう）は、兵庫県明石市にある公立小学校である。2022年度（令和4年度）現在の児童数は805名となっている。

## 概要
大久保南小学校は、JR山陽本線大久保駅から南に約700メートルに位置する。周辺は、1996年（平成８年）にJR大久保駅南側大規模工場跡地の土地区画整理事業に伴いマンション群と商業施設、戸建住宅からなる新興住宅街となっている。また、JT跡地の再開発計画があり児童の増加が予想される。

## 沿革
- 1999年（平成11年）4月1日 - 明石市立大久保南小学校創立。
- 1999年（平成11年）7月 - プール竣工記念式典。
- 1999年（平成11年）9月 - 屋内運動場完成。
- 2002年（平成14年）3月 - 西校舎竣工式。
- 2003年（平成15年）3月 - 中庭完成。
- 2013年（平成25年）9月 - グランド改修工事。

## 教育方針
- 子どもの心に響く教育活動の創造
  - 共に学び、共に育つ

## 通学区域
明石教育委員会の通学区域を参照。

## 進路状況
ほとんどの児童は明石市立大久保中学校へ進学するが、国私立中学校へ進学する児童もいる。

## 交通
- JR山陽本線大久保駅南口から徒歩約10分

## 校区内の主な施設
- 大久保南小コミュニティ・センター
- 大久保コミュニティ・センター
- あかし保健所

## 通学区域が隣接している学校
- 明石市立谷八木小学校
- 明石市立江井島小学校
- 明石市立山手小学校
- 明石市立大久保小学校
- 明石市立藤江小学校